# Radcliffe Infirmary
La Radcliffe Infirmary est un ancien hôpital d'Oxford, inauguré en 1770. Il cesse ses activités médicales en 2007.

## Histoire
Les propositions initiales pour la construction d'un hôpital à Oxford sont présentées lors d'une réunion de la fondation Radcliffe, qui administrait les biens de John Radcliffe évalués à 4 000 £, en 1758. Les bâtiments sont édifiés sur un terrain donné par Thomas Rowney, député d'Oxford. La première pierre est posée le 27 août 1761 et l'hôpital ouvre le 18 octobre 1770
Une fontaine du dieu grec Triton est placée devant le bâtiment principal de l'infirmerie en 1858, et l'Oxford Eye Hospital ouvre sur le site en 1886.
Pendant la Première Guerre mondiale, l'hôpital soigne les soldats de la région militaire sud.
La pénicilline est testée pour la première fois sur des patients le 27 janvier 1941, et le Nuffield Laboratory of Ophthalmology est fondé sur le site en 1942.
Les services médicaux sont transférés dans des bâtiments construits à cet effet dans les hôpitaux John Radcliffe et Churchill à Headington, et l'infirmerie arrête ses activités médicales en 2007. Après une rénovation, les bâtiments de l'infirmerie rouvrent en octobre 2012 et sont affectés à la faculté de philosophie et aux bibliothèques universitaires de philosophie et de théologie. Le site, actuellement connu sous le nom de Radcliffe Observatory Quarter, est également devenu le siège de la Blavatnik School of Government en 2012.